# Мумия Нигрина
Мумия Нигрина (на латински: Mummia Nigrina) e римлянка от 1 век.

## Биография
Произлиза от клон Нигрин на фамилията Мумии. Вероятно е роднина на Мумия Ахаика, майката на римския император Галба.
Тя става съпруга на генерал Луций Антистий Рустик от Бетика. Той е приятел на Марк Валерий Марциал. Приет е в сената по времето на император Нерон. През 83/84 г. e проконсул на родината си Бетика, суфектконсул 90 г., през 91/92 г. е легат в Кападокия – Галация, където умира през 93 или 94 г.